# Diga di Kayaboğazı
La diga di Kayaboğazı è una diga della Turchia. Si trova nella provincia di Kütahya. 
Il fiume tagliato dalla diga è chiamato Kocaçay o fiume di Orhaneli (Orhaneli Çayı) che congiungendosi al fiume di Emet diventa il fiume Mustafakemalpaşa che si getta nel lago di Uluabat.

## Fonti
- (EN) Kayaboğazı Dam, su Sito dell'agenzia turca delle opere idrauliche. URL consultato l'8 agosto 2011 (archiviato dall'url originale il 29 settembre 2007).
- (EN) Sito dell'agenzia turca delle opere idrauliche, su www2.dsi.gov.tr. URL consultato l'8 agosto 2011 (archiviato dall'url originale il 20 agosto 2008).